# (4224) Susa
(4224) Susa est un astéroïde de la ceinture principale.

## Description
(4224) Susa est un astéroïde de la ceinture principale. Il fut découvert le 19 mai 1988 à l'Observatoire Palomar par Eleanor Francis Helin. Il présente une orbite caractérisée par un demi-grand axe de 2,92 UA, une excentricité de 0,19 et une inclinaison de 12,1° par rapport à l'écliptique.

## Compléments